# Hugli-Chuchura
Hugli-Chuchura (ou Chinsurah ou encore Hooghly) est une ville indienne située dans le district de Hooghly dans l’État du Bengale-Occidental. En 2011, sa population était de 179 931 habitants.